# 9,10-二氯硬脂酸
9,10-二氯硬脂酸是一种有机化合物，化学式为C18H34Cl2O2。它可由油酸和氯气反应制得。它在超临界二氧化碳中氢氧化钠存在下、钯催化下脱氯，得到硬脂酸。它和重氮甲烷反应，可以得到9,10-二氯硬脂酸甲酯。